# Hematoksylina

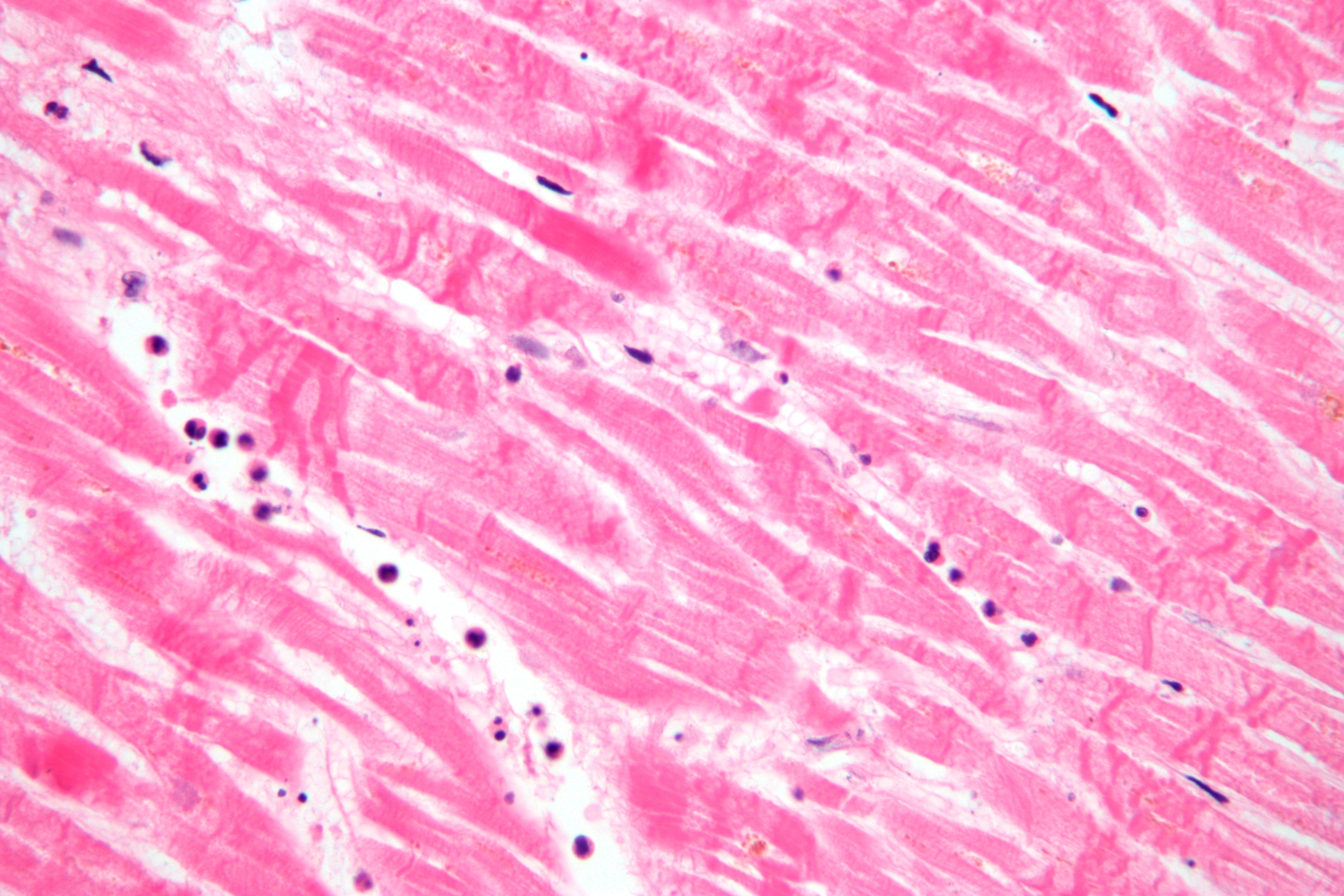
Barwienie hematoksyliną i eozyną obrazujące martwicę po zawale serca

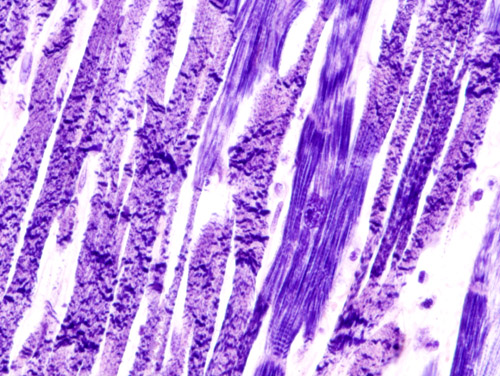
Barwienie hematoksyliną i PTAH obrazujące martwicę po zawale serca

Hematoksylina – organiczny związek chemiczny, niebieski barwnik służący do wybarwiania zasadochłonnych (bazofilnych) struktur komórkowych, między innymi jądra, uzyskiwany z drewna modrzejca kampechiańskiego. 
W wyniku utlenienia, na przykład z chloranem potasu, przekształca się w hemateinę (o głębokim niebieskopurpurowym kolorze). W takiej formie używa się jej do barwienia cytologicznego tkanek wysyconych solami żelaza lub glinu.

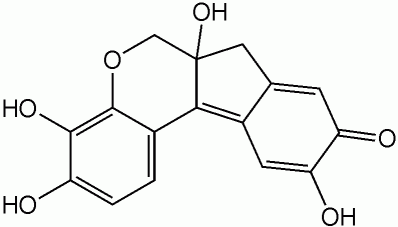
Hemateina

Hematoksylina w pH zasadowym barwi struktury komórkowe na kolor niebieski, natomiast w pH kwaśnym na czerwono. 
Zazwyczaj stosowana jest w połączeniu z eozyną, barwnikiem o charakterze kwasowym, reagującym z kwasochłonnymi (acydofilnymi lub eozynofilnymi) strukturami tkankowymi (których hematoksylina nie barwi). Jest to barwienie trwałe, w przeciwieństwie do barwienia tymczasowego (na przykład płynem Lugola).
W latach 70 XX w. z powodu niedostatku drewna z lasów tropikalnych, w tym modrzejca kampechiańskiego, wystąpiły znaczne braki hematoksyliny na rynku, które szybko doprowadziły do wzrostu jej ceny. Spowodowało to znaczny wzrost kosztów diagnostyki laboratoryjnej i było impulsem do poszukiwania alternatywnych barwników cytologicznych i histologicznych. W ten sposób pojawił się cały szereg nowych substancji o zbliżonych właściwościach, na przykład błękit celestynowy, galocyjanina i galeina. Wszystkie one wymagają wcześniejszego wysycenia tkanki solami żelaza.